# سارة الفليج
سارة عبد الرحمن الفليج (مواليد 3 أغسطس 1995) سباحة بحرينية. تنافست في سباق 50 متر حرة للسيدات في دورة الألعاب الأولمبية الصيفية عام 2012 كجزء من الفريق الأولمبي البحريني.

## السيرة
شاركت سارة في دورة الألعاب الآسيوية 2010 في سباق السباحة الحرة 50 متر وسباحة 50 متر صدر في قوانتشو بالصين.
كما أنها تنافست في بطولة العالم للسباحة 2011 في سباقي السباحة الحرة 50 متر و100 متر.
تنافست في سباق السباحة الحرة 50 متر في أولمبياد لندن 2012 وسجلت زمن قدره 33.81 ثانية وهو أفضل زمن لها شخصيا بعد أن كسرت رقمها القياسي السابق البالغ 33.98 ثانية.
يدربها البحريني خالد أحمد الذي يدرب مواطنها خالد بابا.

## الحياة الشخصية
سارة حاليا تدرس وتلعب لنادي المحافظة الجنوبية.

## روابط خارجية
- سارة الفليج على موقع الاتحاد الدولي للسباحة (الإنجليزية)
- سارة الفليج على موقع أوليمبيديا (الإنجليزية)